# المعارف (قناة)
قناة المعارف الفضائية هي قناة إسلامية شيعية، أسسها الشيخ حبيب الكاظمي سنة 2007م/1428 هـ.

## البرامج
- المنبر العميد: محاضرات أحمد الوائلي.
- ليتفقهوا في الدين: دروس فقهية لصباح شبر.
- محاسن الكلم: محاضرات لعلي الكوراني.